# Bitka pri Faventiji
Bitka pri Faventiji (sodobna Faenza) je bila bitka spomladi leta 542 med ostrogotsko vojsko kralja Totile in rimsko vojsko Konstantijana in Aleksandra. Ostrogotska vojska je razkropila večje rimske sile,, kar je bil začetek oživitve gotskega odpora proti ponovnemu rimskemu osvajanju Italije. Pred bitko je Valaris, velikanski Got, izzval katerega koli Rimljana, naj se posamično spopade z njim. Valarisa je ubil bizantinski vojaški častnik Artabaz, ki pa je bil tudi sam smrtno ranjen.

## Bitka
Ključni trenutek med bitko je bil po Prokopiju, ko je rimsko zaledje vojske silovito napadlo približno 300 mož ostrogotske konjenice.